# Jorgeh Ramos
Jorgeh José Ramos (Recife, 3 de fevereiro de 1941 — Porto Alegre, 1 de dezembro de 2014)  foi um ator, locutor, poeta, jornalista, pintor e dublador brasileiro. Conhecido por ser a voz mais famosa de trailers no Brasil e por seu bordão: Sexta-Feira, nos Cinemas, trabalhou em diversos estúdios do Rio de Janeiro.
Dentre seus principais trabalhos, dublou clássicos da Disney, como os vilões Scar (O Rei Leão) e Jafar (Aladdin), além de outros vilões como Rasputin (Anastasia) e Lorde Rothbart (A Princesa Encantada).

## Biografia
Jorgeh Ramos começou a carreira no teatro aos 16 anos em 1957. Na TV começou no entre o final dos anos 50 e o começo dos anos 60 na TV Jornal do Commercio em Recife participando de teleteatros, que eram apresentados ao vivo. Em 1963 a carreira de locutor na Rádio de Recife.
Na televisão, começou por volta de 1962/63 na TV Jornal do Commercio em Recife. Ele deixou a emissora em Abril de 1964.
Alguns anos depois, em 1966, foi tentar carreira em São Paulo, aonde permaneceu por 2 anos e depois foi para o Rio de Janeiro em 1968.
Como dublador, começou por volta de 1966 quando foi para São Paulo e trabalhou na extinta AIC e na Cinecastro de São Paulo, por 2 anos, quando mudou-se para o Rio de Janeiro. Lá ele foi transferido da Cinecastro de São Paulo para a Cinecastro do Rio de Janeiro, também entrou para a Herbert Richers e a ZIV, e ao mesmo também entrou para direção de dublagem. Em 1968 Jorgeh foi chamado por Carlos de La Riva para ser o diretor de produção da Peri Filmes, que fechou definitivamente em 1986.
Em 1978 Jorgeh saiu da Herbert Richers, após a greve da dublagem que aconteceu em todo o Brasil, e nunca mais voltou, passando a dublar mais em outros estúdios. Entre as casas que Jorgeh mais dublou estavam também a Riosom, Cinecastro, TV Cinesom, na Dublasom Guanabara,  Peri Filmes, na Telecine, VTI Rio, Delart, Wan Macher e outras.
Jorgeh dublou o personagem Exterminador (interpretado por Arnold Schwarzenegger) na 1ª dublagem do filme O Exterminador do Futuro (1984).
No início dos anos 2000 criou sua empresa, a Som de Vera Cruz, a qual foi vendida a Peterson Adriano em março de 2014.
Uma de suas narrações mais famosas são as narrações feitas para o cinema anunciando os filmes de estréia, no qual ele narrou desde o final dos anos 70 até o ano de 2014, com a famosa frase: Sexta-Feira, nos Cinemas.
Jorgeh também era escritor e diretor de peças de teatro, e foi o fundador de um projeto chamado Gargarullo, que é aberto para todos os tipos de artes cênicas para ensinar e profissionalizar quem tem interesse nisso, este instituto localiza-se no interior do Rio de Janeiro.
Jorgeh Ramos tinha uma voz muito conhecida tanto nas narrações quanto nos filmes e desenhos, e com isso marcou décadas e gerações como sua voz que esta sempre forte e entonada.
Jorgeh também era poeta, tendo lançado um livro com poesias, chamado: Olhar de Tarde Cinza (1964), no dia 10 de abril de 1964, na Livraria Pio XII, em Recife, Pernambuco.
Jorgeh além da atuação, direção, produção e poesia, também era pintor, e tinha muita vontade, quando jovem, de expor seus quadros.

## Morte
Jorgeh faleceu em 2014, vítima de câncer. Ele estava internado no Hospital Mãe de Deus, em Porto Alegre, em função de um quadro de pneumonia, segundo uma assistente e amiga dele. Paciente renal crônico e hipertenso, Jorgeh havia sido diagnosticado com câncer há um ano e lutava contra a doença.

## Vida pessoal
Jorgeh Ramos foi casado duas vezes. Em 2004 casou com Jussara Ramos, com quem ficou junto até a morte dele, em 2014. Jorgeh Ramos teve três filhos com Jussara, Jorginho, Pedro, e Gabriel, e 2 filhos com outra mulher, Adriana e o já falecido Jorge Augusto.